# Beppo Römer
Josef „Beppo“ Römer (17. listopadu 1892, Mnichov – 25. září 1944, Brandenburg an der Havel) byl německý právník. Po 1. světové válce se stal členem polovojenské pravicové organizace Freikorps Oberland. Později však pracoval pro Komunistickou stranu Německa.
Stál za několika nezdařenými atentáty na Adolfa Hitlera. V červnu 1944 byl odsouzen k smrti a tři měsíce nato popraven.

## Život
Beppo Römer bojoval v 1. světové válce. Poté se stal členem Freikorps Oberland, která v roce 1921 úspěšně zasáhla do bitvy u Annabergu. V té době však již byl zároveň v kontaktu s německými komunisty. Později byl obviněn ze zpronevěry peněz Freikorps Oberland ve prospěch komunistů a 15. března 1923 z Freikorps vyloučen.
Dokončil studium práv a začal psát pro komunistický časopis Aufbruch (Nový začátek). Poté, co v roce 1932 do komunistické strany vstoupil, se stal jeho šéfredaktorem.
Od začátku stál v opozici proti nacismu. Již v roce 1934 se v Berlíně pokusil zavraždit Hitlera (do akce byl zapojen i německý právník Nikolaus von Halem). Následkem toho byl zatčen a do roku 1939 vězněn v koncentračním táboře Dachau. Po propuštění začal spolupracovat s dělnickým hnutím odporu, publikoval bulletin Informationsdienst (Informační služba). Vytvořil síť odbojových pracovních buněk a pokračoval v plánování Hitlerovy vraždy. Do buněk se však následně infiltrovalo Gestapo a Römer byl v únoru 1942 zatčen.
Dne 16. června 1944 byl odsouzen k smrti a 25. září téhož roku popraven.